# Países Baixos nos Jogos Paralímpicos de Verão de 1976
Países Baixos participou dos Jogos Paralímpicos de Verão de 1976, que foram realizados na cidade de Toronto, no Canadá, entre os dias 3 e 11 de agosto de 1976.
Obteve 84 medalhas, das quais 45 de ouro.